# 벽파
벽파(僻派)는 조선 정조 시기 정조의 탕평책을 반대한 세력이다.

## 배경
사도세자로 널리 알려진 장헌세자는 영조의 둘째 아들로 효장세자가 사망하자 세자에 책봉되었다. 영조와의 갈등으로 정신병을 앓고 비행을 저지르다 폐위된 뒤 뒤주에 갇혀 사망한다. 이후 조선의 조정은 장헌세자의 죽음에 대해 안타까운 죽음이라는 입장과 당연한 죽음이라는 입장으로 나뉜다. 벽파는 장헌세자의 죽음이 당연한 것이라 여겼다. 반대편에 선 사람들은 시파라 한다.

## 역사
벽파는 영조의 계비인 정순왕후 김씨의 처가인 외척을 중심으로 한 노론의 일부 세력이 그 중심을 이루었다.
시파와 벽파의 호칭이 처음 생겨난 건 문헌상의 언급을 종합하면 정조 12~19년 사이이며 정조의 임오의리에 대한 입장 차이를 배경으로 노론의 우위를 고수하는 부류가 벽파를 이루었다.
벽파는 정조 사후 순조가 어린 나이로 즉위하여 정순왕후가 수렴청정을 하면서 다시 권력을 장악했다. 노론 벽파는 노론 사이의 정파적 수준의 존재로, 정조 사망 시점에 핵심 권력에 가장 근접해 있었지만 압도적인 세력이라 할 수 없었다. 심환지 세력은 정조 사후 유리한 지위를 활용해 더욱 강력한 세력과 지위를 확보하기 위해 강경한 행동에 나섰다고 보인다. 신유박해(1801년)라는 도발적 양상은 벽파가 일반적 인식처럼 강고한 집단이 아니었다는 방증이며, 5년 후 병인경화(丙寅更化, 1806년)로 벽파가 숙청된 사실도 이를 뒷받침한다. 한편, 정순왕후가 수렴청정을 거두고 순조가 친정하게 되자 순조의 외척이었던 김조순을 중심으로 세도정치가 시작되면서 벽파 역시 붕괴되고 만다. 김조순은 비변사를 중심으로 권력을 장악한 후 시파를 다시 중용하였다.

## 주요 인물
다음은 벽파의 주요 인물들이다.
- 정조 시기 - 김상로, 김귀주, 김종수, 심환지
- 순조 시기 - 서용보, 서능보, 심환지, 김관주, 김달순, 서영수, 이안묵

## 같이 보기
- 조선 영조
- 조선 장조
- 조선 정조
- 붕당
- 시파
- 신유박해